# Don Edwards
Don Edwards właściwie William Donlon Edwards (ur. 6 stycznia 1915 w Milwaukee, zm. 1 października 2015 w Carmel-by-the-Sea) – amerykański polityk, członek Partii Demokratycznej.

## Działalność polityczna
W okresie od 3 stycznia 1963 do 3 stycznia 1975 przez sześć kadencji był przedstawicielem 9. okręgu, następnie przez dziewięć kadencji 10. okręgu, a od 3 stycznia 1993 do 3 stycznia 1995 przez jedną kadencję przedstawicielem 16. okręgu wyborczego w stanie Kalifornia w Izbie Reprezentantów Stanów Zjednoczonych.